# Entropija (sociologija)
Entropija je izraz, ki se uporablja v sociologiji in filozofiji za postopno tendenco k posplošitvi z odstranjevanjem vsakršne razvejanosti in notranje hierarhije nekega sistema, do popolnega izenačenja z najnižjo vrednostjo. 